# Robert Bloch (autocoureur)

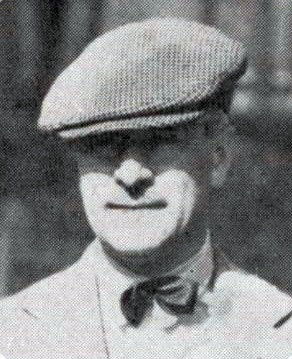
Robert Bloch in 1928.

Robert Bloch (Parijs, 26 april 1888 - aldaar, 7 maart 1984) was een Frans autocoureur. In 1926 won hij, samen met André Rossignol, de 24 uur van Le Mans.

## Carrière
Bloch maakte vanaf 1923 deel uit van het fabrieksteam van Lorraine-Dietrich. Dat jaar nam hij deel aan de eerste editie van de 24 uur van Le Mans. Hij eindigde als negentiende in de race. In de twee daaropvolgende jaren reed hij opnieuw in dit evenement, maar wist hij de finish niet te halen. In 1925 nam hij ook deel aan de 24 uur van Spa-Francorchamps, waarin hij vijfde werd.
In 1926 behaalde Bloch zijn enige overwinning in de 24 uur van Le Mans, die hij deelde met André Rossignol. Dat jaar werd de gehele top 3 bezet door auto's van Lorraine-Dietrich. Hij miste de editie van 1927 omdat Lorraine-Dietrich zich niet inschreef voor de race. Dat jaar reed hij wel in de Coppa Florio, waarin hij twaalfde werd.
In 1928 reed Bloch zijn laatste Le Mans, waarin hij samen met Édouard Brisson tweede werd in een Stutz. Hij overleed in 1984 op 95-jarige leeftijd.